# Florentin (Tarn)
Florentin település Franciaországban, Tarn megyében. Lakosainak száma 735 fő (2022. január 1.). Florentin Marssac-sur-Tarn, Albi, Aussac, Cadalen, Lagrave és Rouffiac községekkel határos.

## Népesség
A település népességének változása:
| Lakosok száma | 666  | 670  | 722  | 680  | 683  | 682  | 693  | 697  | 735  |
|               | 2013 | 2015 | 2016 | 2017 | 2018 | 2019 | 2020 | 2021 | 2022 |